# Series cortas de eclipses

## Series cortas de eclipses
Si un eclipse ocurre al principio de la zona de eclipse seguro al cabo de seis lunaciones el Sol habrá avanzado 30°,67×6=184°,02 así que el Sol habrá avanzado sólo 4°,02 por la zona peligrosa del otro nodo, con lo que habrá un nuevo eclipse y más importante.
La situación puede repetirse 8 veces primero aumentando la importancia del eclipse y luego disminuyéndola. Cabe la posibilidad de un noveno eclipse. Esto vale tanto para los eclipses de Sol como de Luna.
En una serie corta se suceden ocho eclipses de Sol cada seis lunaciones en nodos alternativos u ocho eclipses de Luna cada seis lunaciones en nodos alternativos.
- Datos: Q6125885